# Mačhermo

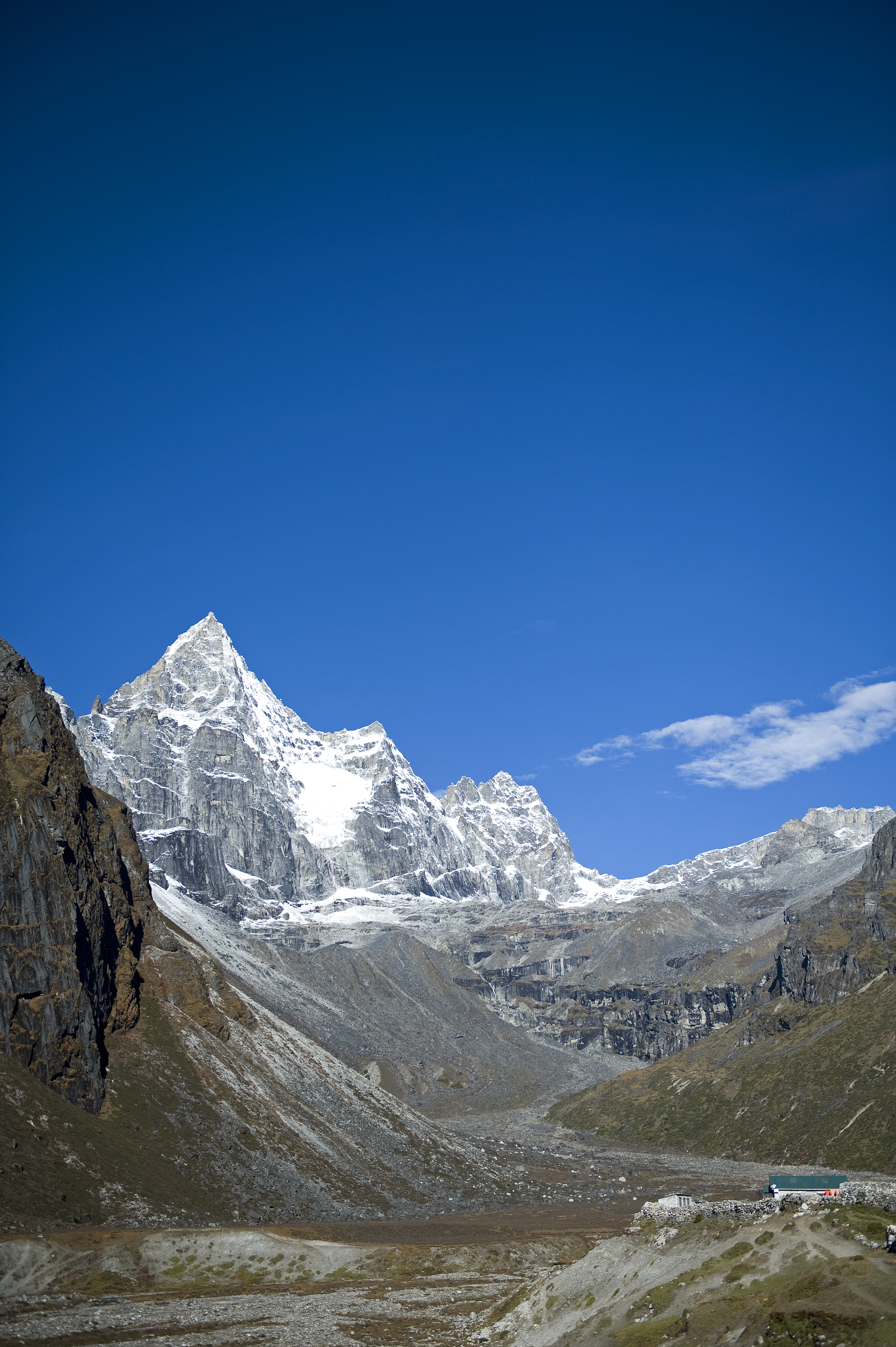
Pohled z vesnice směrem na Machermo Peak.

Mačhermo (také Machhermo) je malá vesnice v severovýchodním Nepálu v oblasti Khumbu. Leží v údolí řeky Dudh Kosi mezi malými vesnicemi Dole a Gokyo v nadmořské výšce 4470 m, těsně pod terminální morénou ledovce Ngozumpa – nejdelším ledovcem v Himálaji.
Mačhermo je častou zastávkou pro turisty na cestě k Mount Everestu cestou pod horou Gokyo Ri. Jejím hlavním zdrojem výdělku je podpora cestovního ruchu.

Mačhermo
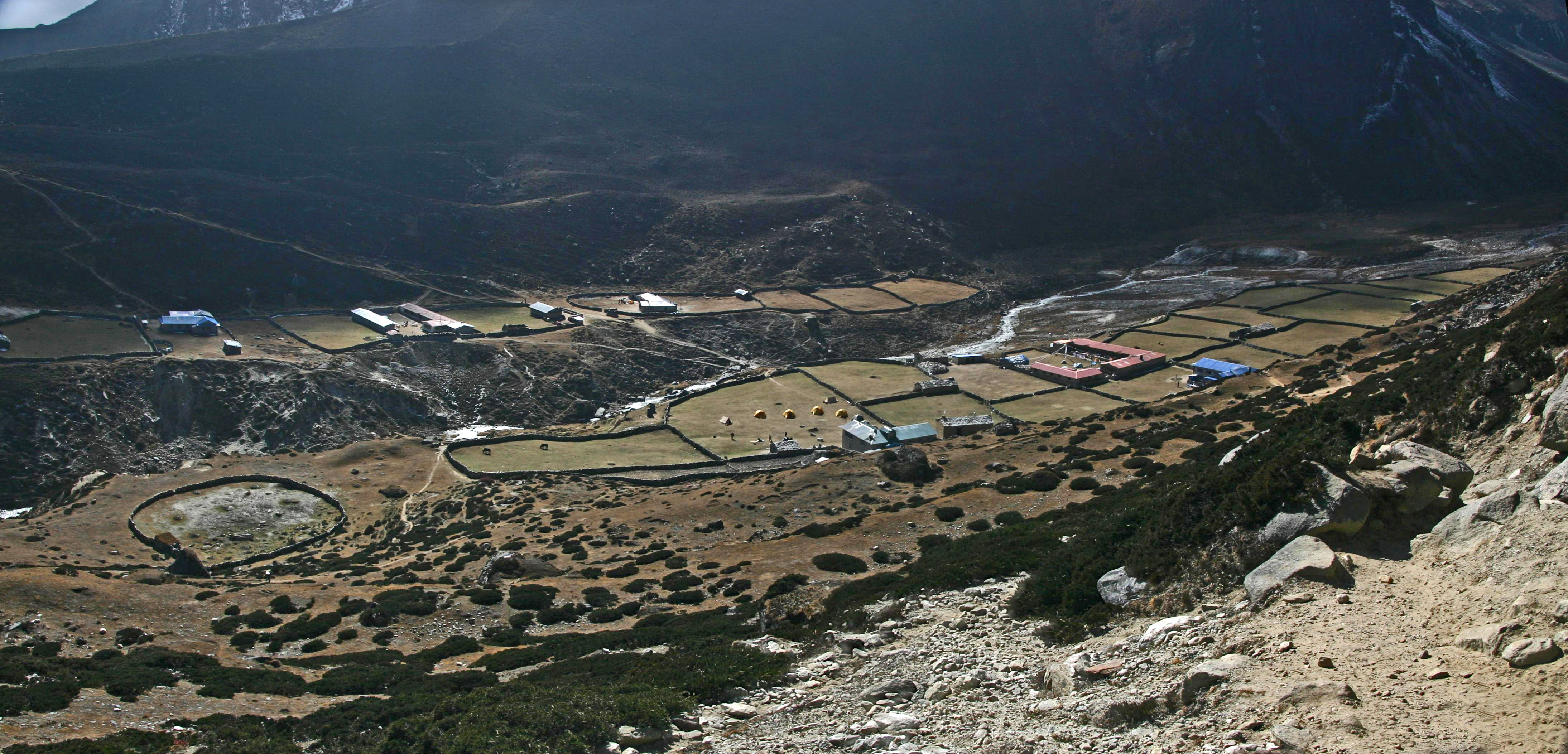
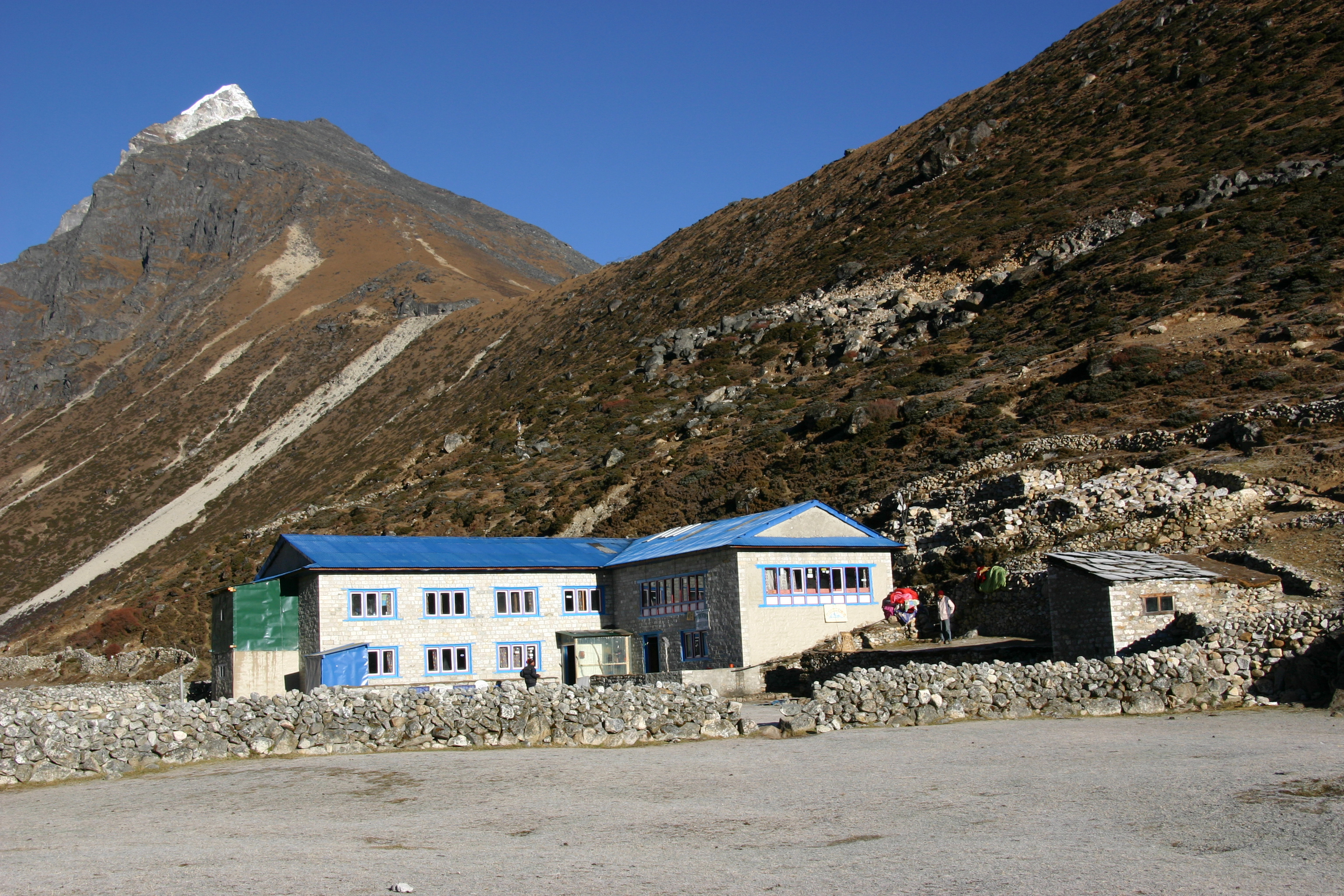
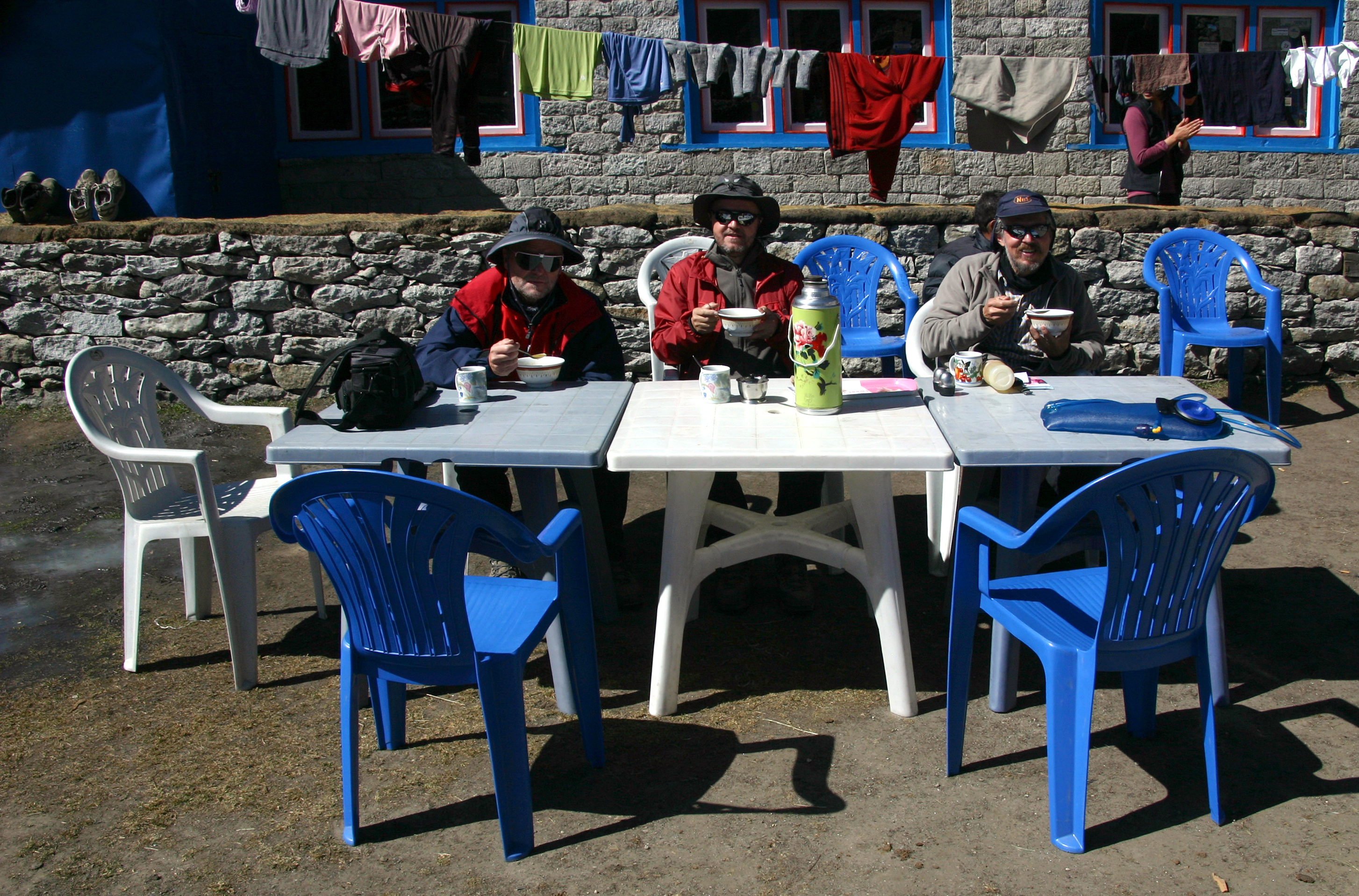
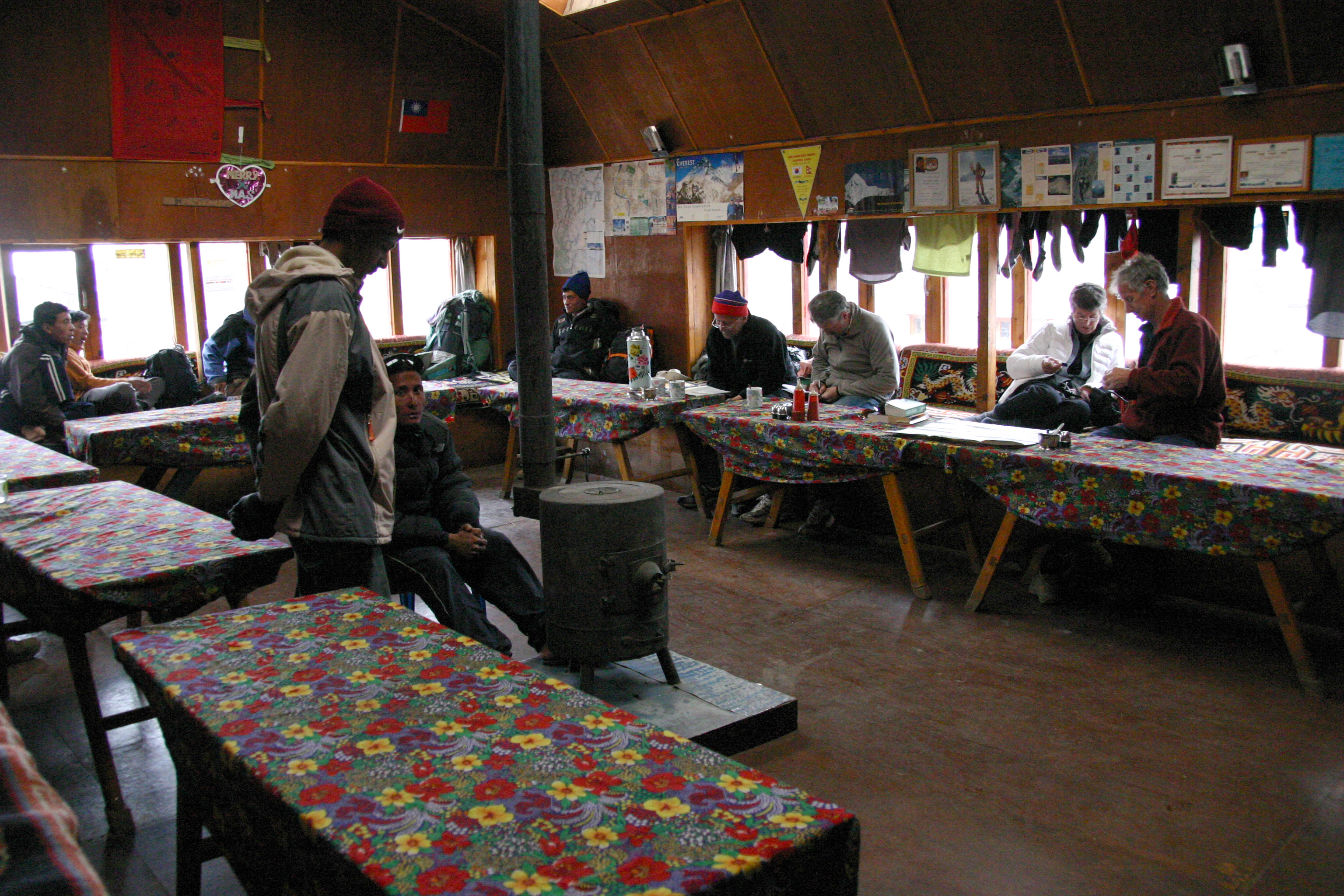
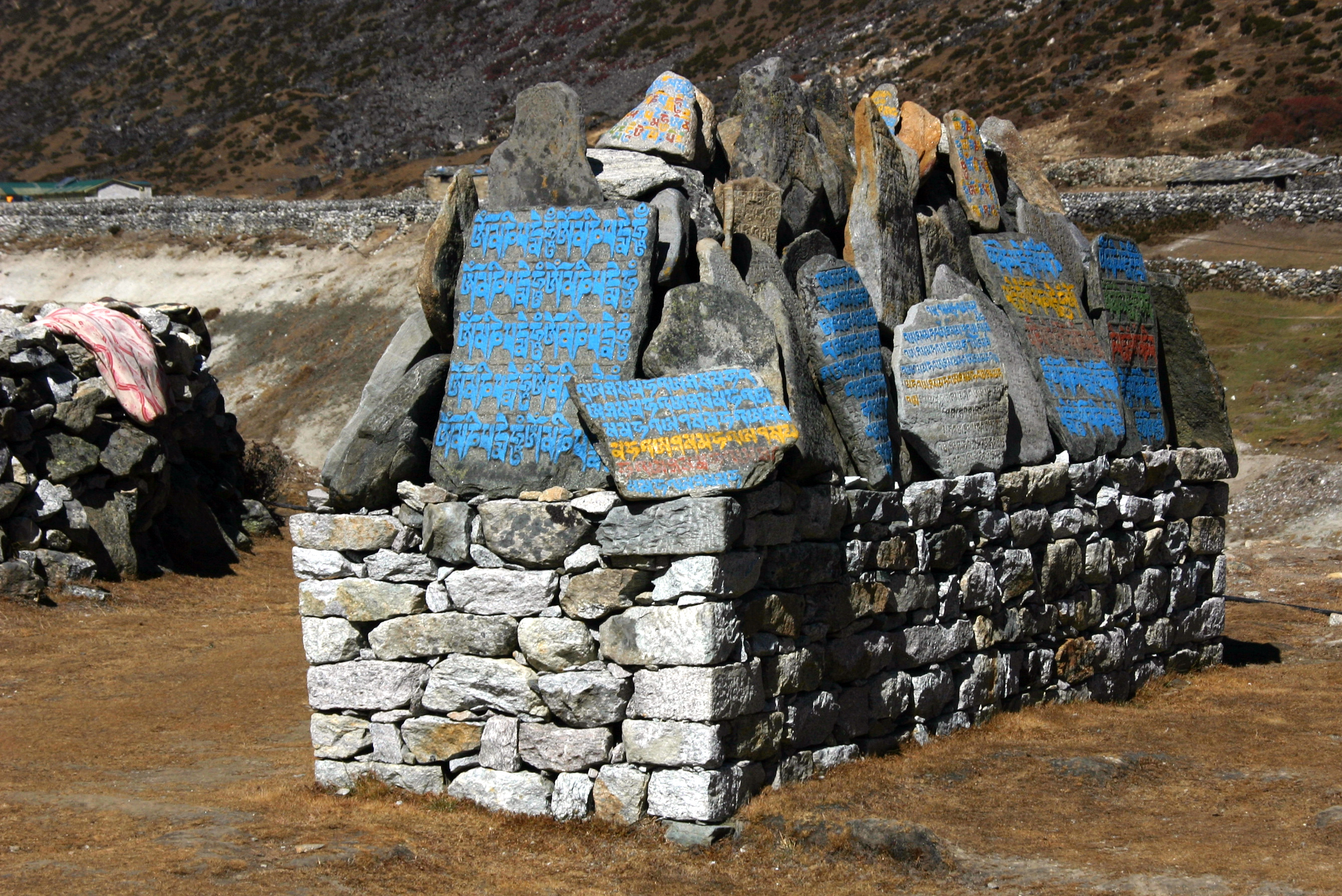
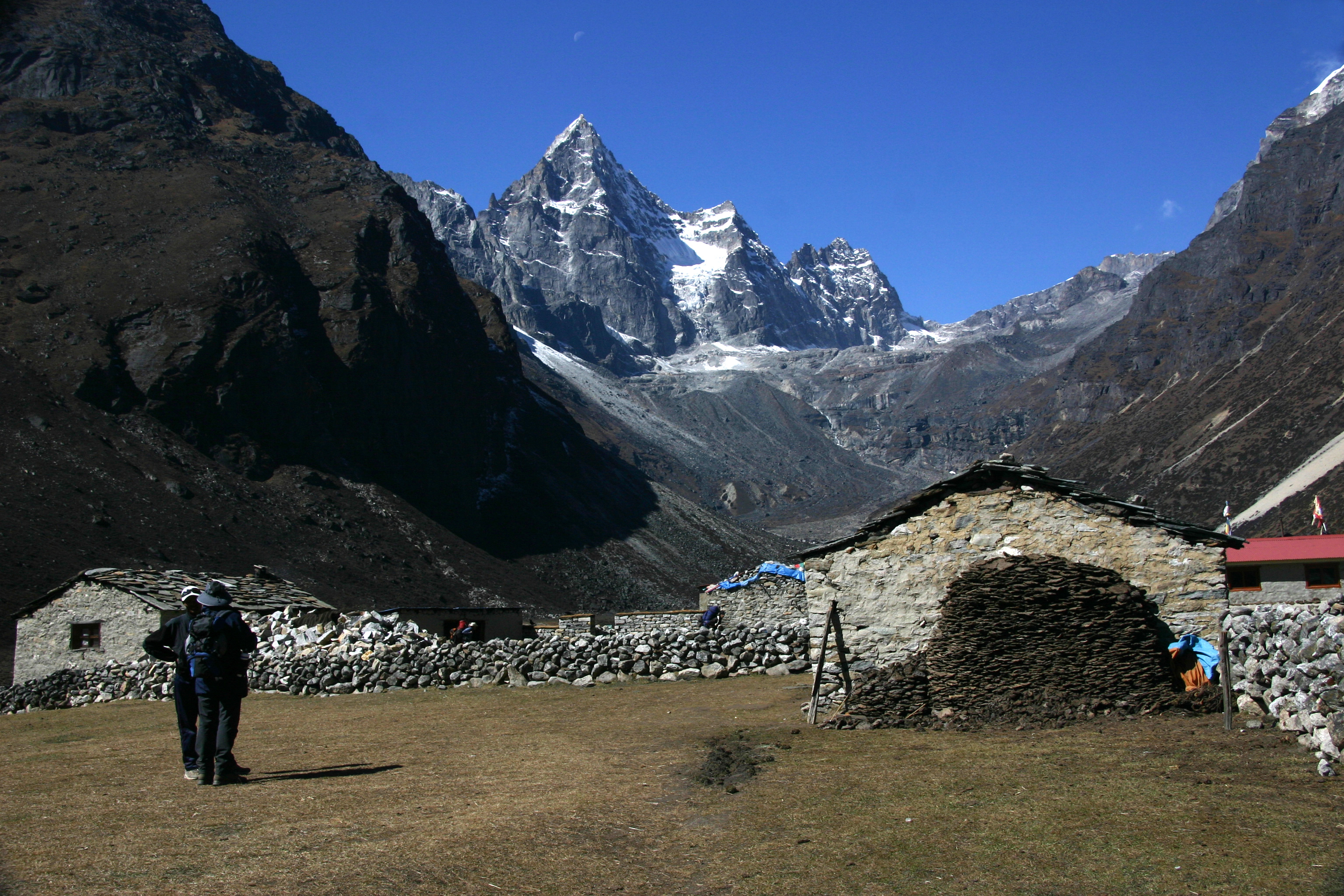
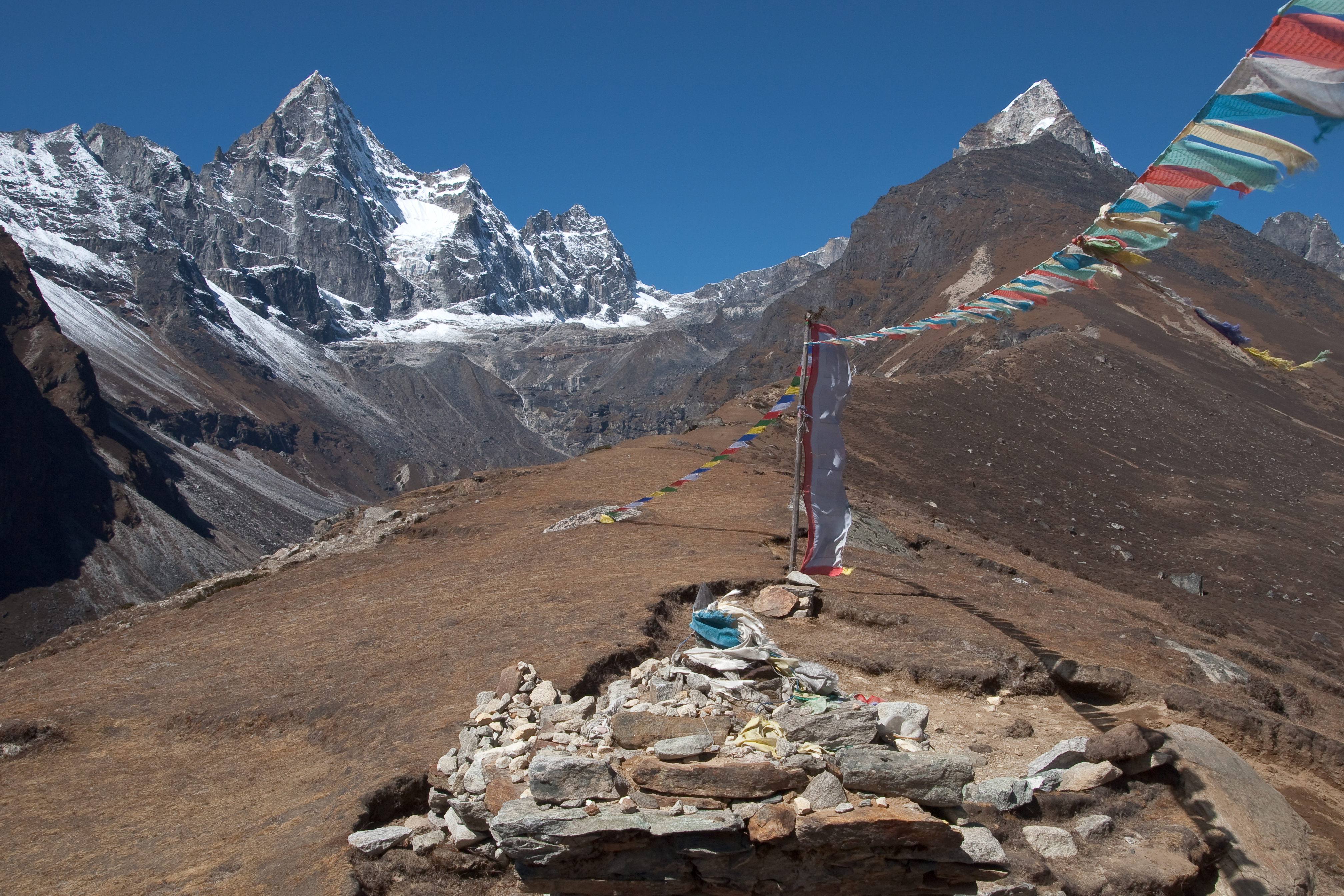
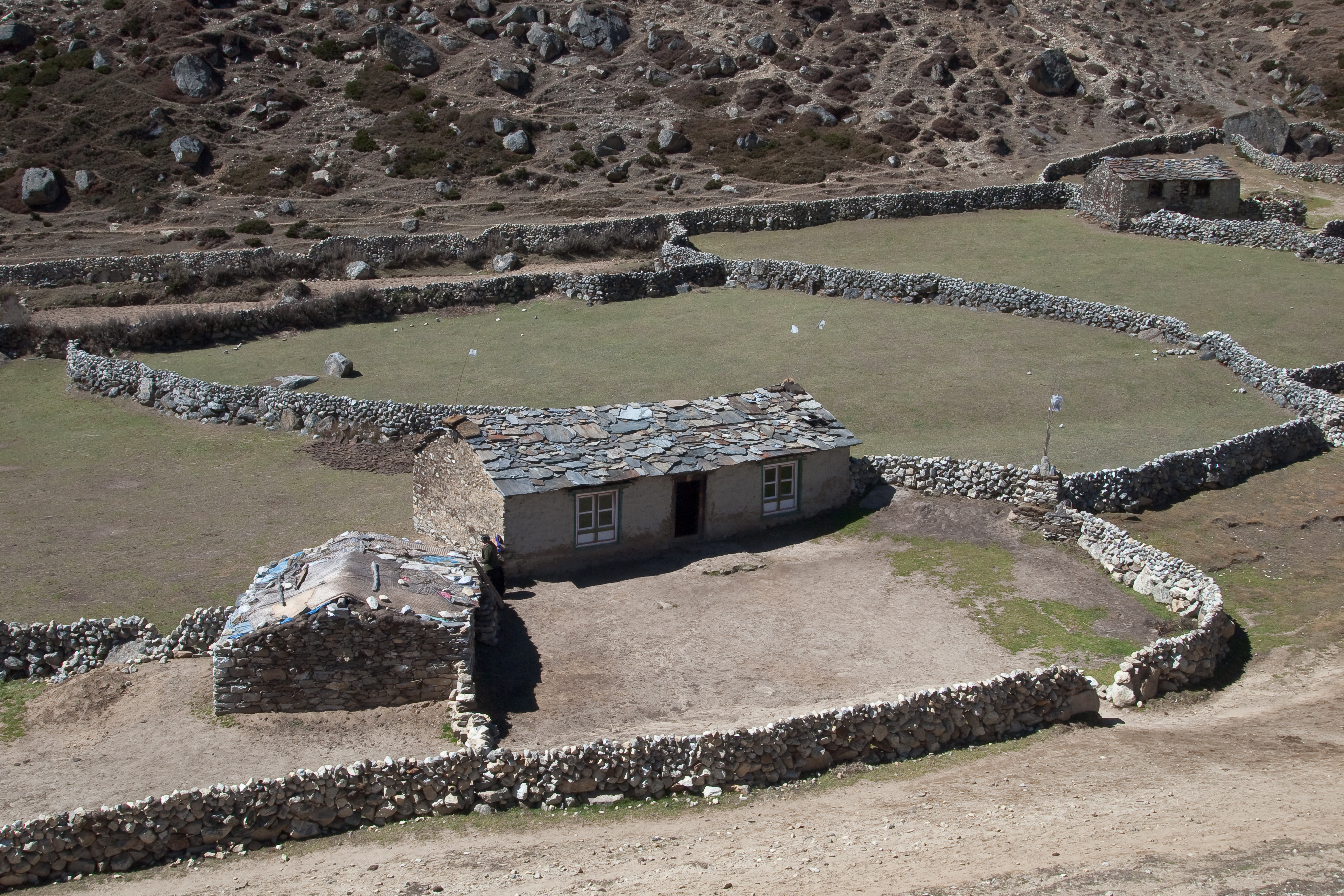